# تريفور وايت (متزحلق جبال الألب)
تريفور وايت (بالإنجليزية: Trevor White)‏ (و. 1984  م) هو متزلج جبال كندي، ولد في كالغاري، شارك في الألعاب الأولمبية الشتوية 2010.

## روابط خارجية
- تريفور وايت على موقع الاتحاد الدولي للتزلج (التزلج على المنحدرات الثلجية) (الإنجليزية)
- تريفور وايت على موقع اللجنة الأولمبية الدولية (الإنجليزية)
- تريفور وايت على موقع أوليمبيديا (الإنجليزية)
- تريفور وايت على موقع اللجنة الأولمبية الكندية (الإنجليزية)